# Campeonato Mundial de Waterpolo Masculino de 2001
El IX Campeonato Mundial de Waterpolo Masculino se celebró en Fukuoka (Japón) entre el 19 y el 29 de julio de 2001 en el marco del IX Campeonato Mundial de Natación. El evento fue organizado por la Federación Internacional de Natación (FINA) y la Federación Japonesa de Natación.

## Grupos
| Grupo A    | Grupo B    | Grupo C        | Grupo D   |
| ---------- | ---------- | -------------- | --------- |
| Yugoslavia | Grecia     | Países Bajos   | Croacia   |
| Brasil     | Alemania   | Canadá         | Japón     |
| Italia     | Hungría    | Rusia          | España    |
| Eslovaquia | Kazajistán | Estados Unidos | Australia |

## Fase preliminar
Los primeros tres de cada grupo alcanzan la fase principal. Los equipos restantes juegan entre sí por los puestos 13 a 16.

### Grupo A
| Equipo     | J | G | E | P | GF | GC | DG  | PTS |
| ---------- | - | - | - | - | -- | -- | --- | --- |
| Italia     | 3 | 2 | 1 | 0 | 20 | 9  | +11 | 5   |
| Yugoslavia | 3 | 2 | 1 | 0 | 23 | 14 | +9  | 5   |
| Eslovaquia | 3 | 1 | 0 | 2 | 19 | 23 | -4  | 2   |
| Brasil     | 3 | 0 | 0 | 3 | 11 | 27 | -16 | 0   |

### Grupo B
| Equipo     | J | G | E | P | GF | GC | DG  | PTS |
| ---------- | - | - | - | - | -- | -- | --- | --- |
| Hungría    | 3 | 3 | 0 | 0 | 32 | 20 | +12 | 6   |
| Grecia     | 3 | 1 | 0 | 2 | 23 | 24 | -1  | 2   |
| Kazajistán | 3 | 1 | 0 | 2 | 13 | 16 | -3  | 2   |
| Alemania   | 3 | 1 | 0 | 2 | 20 | 28 | -8  | 2   |

### Grupo C
| Equipo         | J | G | E | P | GF | GC | DG  | PTS |
| -------------- | - | - | - | - | -- | -- | --- | --- |
| Rusia          | 3 | 3 | 0 | 0 | 33 | 22 | +11 | 6   |
| Países Bajos   | 3 | 2 | 0 | 1 | 23 | 18 | +5  | 4   |
| Estados Unidos | 3 | 1 | 0 | 2 | 20 | 19 | +1  | 2   |
| Canadá         | 3 | 0 | 0 | 3 | 13 | 30 | -17 | 0   |

### Grupo D
| Equipo    | J | G | E | P | GF | GC | DG  | PTS |
| --------- | - | - | - | - | -- | -- | --- | --- |
| España    | 3 | 3 | 0 | 0 | 26 | 6  | +20 | 6   |
| Croacia   | 3 | 2 | 0 | 1 | 20 | 14 | +6  | 4   |
| Australia | 3 | 1 | 0 | 2 | 13 | 21 | -8  | 2   |
| Japón     | 3 | 0 | 0 | 3 | 8  | 26 | -18 | 0   |

## Fase principal
Los primeros dos de cada grupo disputan las semifinales.

### Grupo E
| Equipo     | J | G | E | P | GF | GC | DG  | PTS |
| ---------- | - | - | - | - | -- | -- | --- | --- |
| Yugoslavia | 5 | 4 | 1 | 0 | 38 | 25 | +13 | 9   |
| Italia     | 5 | 3 | 1 | 1 | 37 | 21 | +16 | 7   |
| Hungría    | 5 | 3 | 0 | 2 | 36 | 32 | +4  | 6   |
| Grecia     | 5 | 3 | 0 | 2 | 30 | 28 | +2  | 6   |
| Kazajistán | 5 | 1 | 0 | 4 | 26 | 48 | -22 | 2   |
| Eslovaquia | 5 | 0 | 0 | 5 | 28 | 41 | -13 | 0   |

### Grupo F
| Equipo         | J | G | E | P | GF | GC | DG  | PTS |
| -------------- | - | - | - | - | -- | -- | --- | --- |
| España         | 5 | 5 | 0 | 0 | 43 | 22 | +21 | 10  |
| Rusia          | 5 | 4 | 0 | 1 | 43 | 35 | +8  | 8   |
| Croacia        | 5 | 3 | 0 | 2 | 42 | 28 | +14 | 6   |
| Estados Unidos | 5 | 1 | 0 | 4 | 29 | 42 | -13 | 2   |
| Australia      | 5 | 1 | 0 | 4 | 21 | 35 | -14 | 2   |
| Países Bajos   | 5 | 1 | 0 | 4 | 26 | 42 | -16 | 2   |

## Fase final
|  | Semifinales | Semifinales |   |        | Final         | Final |  |
|  |             |             |   |        |               |       |  |
|  |             |             |   |        |               |       |  |
|  |             |             |   |        |               |       |  |
|  | España      | 4           |   |        |               |       |  |
|  | Italia      | 2           |   |        |               |       |  |
|  |             |             |   |        |               |       |  |
|  |             |             |   |        |               |       |  |
|  |             |             |   |        | España        | 4     |  |
|  |             | Yugoslavia  | 2 |        |               |       |  |
|  |             |             |   |        |               |       |  |
|  |             |             |   |        |               |       |  |
|  |             |             |   |        | Tercer Puesto |       |  |
|  |             |             |   |        |               |       |  |
|  | Yugoslavia  | 9           |   | Italia | 6             |       |  |
|  | Rusia       | 8           |   |        | Rusia         | 7     |  |

- (¹) En tiempo extra

## Medallero
|        |            |       |
| España | Yugoslavia | Rusia |

## Estadísticas

### Clasificación general
| 1. España         |
| 2. Yugoslavia     |
| 3. Rusia          |
| 4. Italia         |
| 5. Hungría        |
| 6. Grecia         |
| 7. Estados Unidos |
| 8. Croacia        |
| 9. Países Bajos   |
| 10. Australia     |
| 11. Eslovaquia    |
| 12. Kazajistán    |
| 13. Brasil        |
| 14. Alemania      |
| 15. Canadá        |
| 16. Japón         |

- Datos: Q367845